# 韮井叶
韮井 叶（にらい かない）は、日本の女性声優。主にアダルトゲームに声をあてている。

## 出演
太字はメインキャラクター。

### アダルトアニメ
- 流聖天使プリマヴェール（2006年、皐月乃つばさ）

### アダルトゲーム

#### 2004年
- こんねこ（桜井真奈）
- SNOW〜Full Voice Version〜（雪月澄乃、菊花）
- 友達以上恋人未満（出雲澄乃）
- ままらぶ（藤枝小雪）

#### 2005年
- いただきじゃんがりあんR（佐藤鈴音）
- 終末の過ごし方 -The world is drawing to an W/end- DVD-PG版（大村いろは）
- でいじーちぇーん 〜TERMINATOR GIRL〜（リリス）
- 夏空少女（真嶋るり）

#### 2006年
- Under The Moon
- お帰りなさいませ☆ご主人様♪（本橋冥）
- SilveryWhite 〜君と出逢った理由〜（折山那由里）
- SNOW P・E（雪月澄乃、菊花）
- 保健室 〜マジカルピュアレッスン♪〜（桐原咲世里）
- ルナそら（藤間結羽）
- 遥かに仰ぎ、麗しの（志藤由）
- Triptych（マリネオ）
- ヴァリスX（ヴァリア）

#### 2007年
- いつか、届く、あの空に。（桜守姫みどの）
- おしえて巫女先生弐（宗方葵）
- すぺしゃりて!（ミルティーユ ベルクール）
- 聖なるかな -The Spirit of Eternity Sword 2-（タリア）
- ナツメグ（セリス・アルフォード、磯野まゆか）
- ピリオド（大城千歳）
- ハーレム×すくらっち（霧生薫子）[1]

#### 2008年
- ピリオド -SWEET DROPS-（大城千歳）
- ほしうた（雨宮環）
- お姉さん×すくらっち（霧生薫子）

#### 2009年
- あきまほ!（二宮瑠璃亜）
- 姉ったい注意報!?（白鳥ゆきね）
- 幼なじみは大統領 My girlfriend is the PRESIDENT.（クオン）
- つく×つく お姉さんナースに尽くされるゲーム （川路幸恵）
- Pia♥キャロットへようこそ!!4（桜庭アリス）
- 聖徒会長ヒカル〜淫魔に占領された学園〜（アナスタシア）[2]
- 誰かのために出来ること〜Innocent Identity〜（南雲綺更）

#### 2010年
- あまつみそらに!（帷久羽）

#### 2011年
- ひなたテラス 〜We don't abandon you.〜（鷹司薫子）
- 聖戦姫ヴァルキュア・シスターズ（アナスタシア、リュードミラ）
- カミカゼ☆エクスプローラー!（汀薫子）

#### 2013年
- ポケットに恋をつめて（西洞院多紀）[3]
- 百花繚乱エリクシル（アベリア・エーデルワイス）

#### 2018年
- アナスタシアと7人の姫女神 〜淫紋の烙印〜 （アナスタシア）[4]

### 一般向ゲーム
- 仁義ストーム The Arcade（2006年）

### ドラマCD
- ドラマCD 巨乳家族（2004年、宗氏つぐみ[5]）※同人出版
- MOON CHILDe DRAMA CD & ORIGINAL SOUND TRACK ANOTHER EDITION（2006年）
- 弟（兄）との新婚生活に妹（姉）が邪魔だ！（菜摘[6]）

### Webラジオ
- かんかん☆ななし荘#韮缶（studio774、2007年10月 - 2008年3月）

## ディスコグラフィ

### キャラクターソング
| 発売日        | 商品名                                                                                  | 歌                     | 楽曲                 | 備考                                                             |
| ------------- | --------------------------------------------------------------------------------------- | ---------------------- | -------------------- | ---------------------------------------------------------------- |
| 2007年4月25日 | いつか、届く、あの空に。 キャラクターCDコレクションvol.6〜桜守姫 みどの（C.V.韮井叶）〜 | 桜守姫みどの（韮井叶） | 「星が降る時」       | PCゲーム『いつか、届く、あの空に。』関連曲                       |
| 2008年7月30日 | THE WORKS〜志倉千代丸楽曲集〜 1.2                                                       | しましま隊。           | 「恋をしましませ。」 | PCゲーム『保健室 〜マジカルピュアレッスン♪〜』オープニングテーマ |
| 2013年3月15日 | ポケットに恋をつめて 初回特典ボーカルCD                                                 | 西洞院多紀（韮井叶）   | 「明日への道」       | PCゲーム『ポケットに恋をつめて』関連曲                           |

### ユニットメンバー
1. ↑  春日鞠奈（松田理沙）、雫石未来（成瀬未亜）、久遠あけお（一色ヒカル）、龍ヶ崎小桃（北都南）、桐原咲世里（韮井叶）